# Грецька таверна

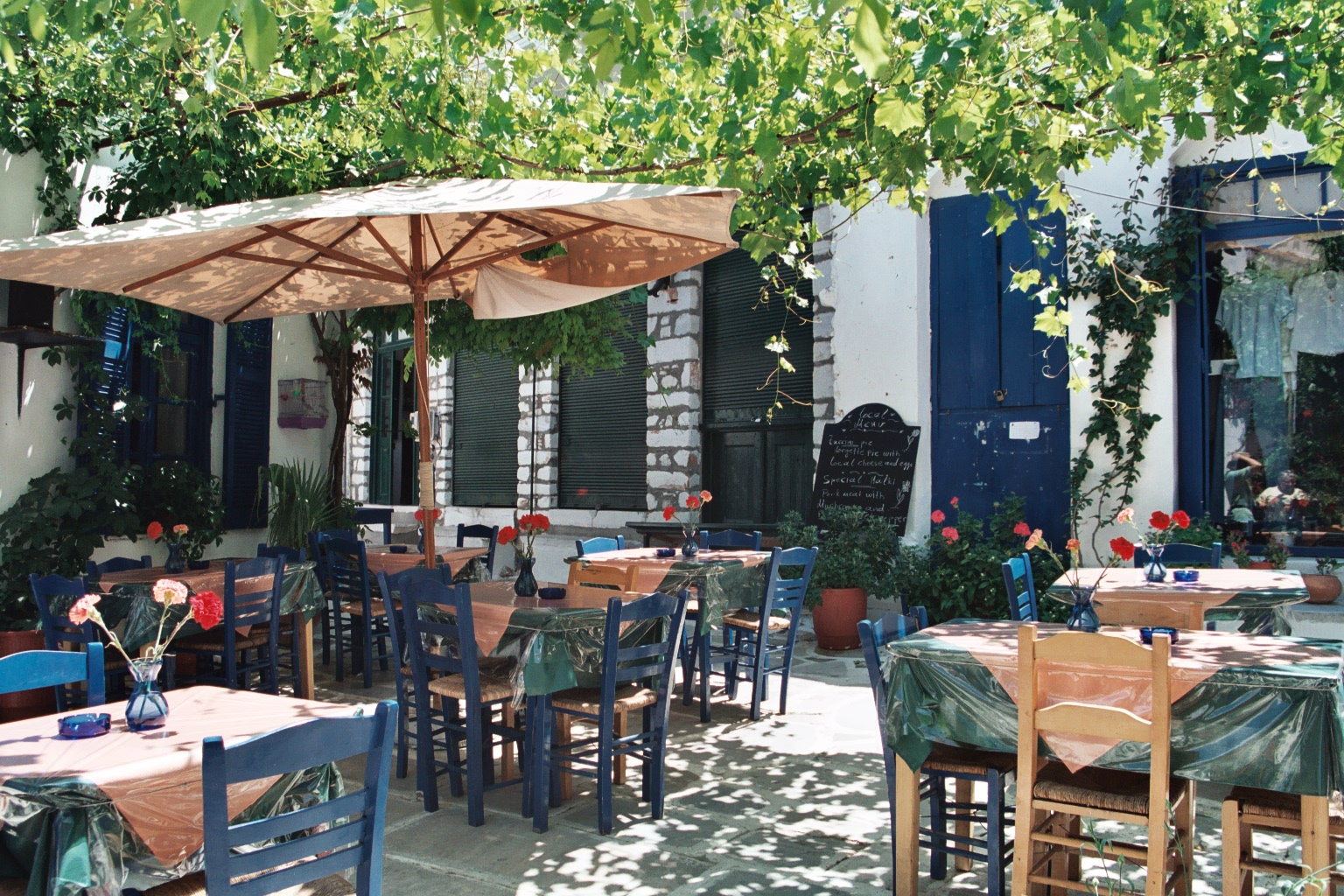
Таверна на грецькому острові Наксос

Таверна (грец. ταβέρνα) — маленький грецький ресторан, який подає страви грецької кухні. Таверна є невід'ємною частиною грецької культури і знайома людям з інших країн, які відвідують Грецію, а також через створення таверн (грец. ταβέρνες, множина) у таких країнах, як США та Австралія грецькою діаспорою.

## Історія
Найдавніші свідчення грецького ресторану, або таверни, були виявлені в стародавній афінській агорі під час археологічних розкопок, проведених американською школою класичних досліджень на початку 1970-х років. Була знайдена велика кількість страв давньогрецької кухні та кухонного наряддя, як-от тарілки, миски для перемішування, каструлі з кришками, рожни для випікання м'яса, ступи для подрібнення і розтирання, а також кухонний дзвін і різноманітні глеки. Крім того, було виявлено велику кількість рибних кісток і залишків молюсків, які нагадують меню класичної грецької таверни з устрицями, мідіями і великою рибою. Близький винний магазин в Афінській Агорі, можливо, разом з таверною подавали місцеве вино з Аттики, а також широкий вибір вин, що імпортувалися з Хіоса, Коринфа, Самоса і Лесбоса. У X столітті таверни у Візантійській імперії, які подавали чисте вино, залежали від комендантської години, щоб запобігти «насильству і бунтам», викликаним алкоголем, як це зафіксовано в «Книзі Єпарха» 19.

## Кухня
Типове меню для таверни зазвичай включає багато, якщо не всі з наступних пунктів:
- Хліб, іноді піта
- М'ясо, як-от баранина, свинина та яловичина
- Салати, як-от грецький салат
- Закуски або страви, такі як дзадзикі (йогурт, часник і огірок), мелідзаносалата (баклажановий соус), тірокафтері (збитий сир фета, з гострим перцем і оливковою олією), спанакопіта і долма або долмадакіа — (рисова суміш із свіжих трав, таких як м'ята і петрушка, іноді кедрові горіхи, а в деяких регіонах м'ясний фарш додають щільно загорнутим у ніжне виноградне листя і подають з жирним, вершковим, лимонним соусом)
- Супи, такі як авголемоно (яєчно-лимонний суп) і фасолада (бобовий суп)
- Макаронні вироби, такі як спагеті наполітано, пастітсіо (запечені шари товстої пасти і суміш фаршу, з товстим шаром соуса бешамель)
- Рибні страви та страви з морепродуктів, такі як свіжа риба, смажена солена тріска, що подається з скордалією (часниковим соусом), смажені кальмари і  молоді восьминоги
- Запечені страви (магірефта), включаючи різноманітні сезонні овочеві страви, такі як мусака (баклажан або цукіні, фарш і бешамель)
- Страви на грилі, такі як сувлакі
- Вино, у тому числі рецина, мавродафні та інші сорти грецького червоного / білого вина
- Пиво
- Міцні напої, як-от узо, ципуро і метакса бренді
- Фрукти
- Десерти, такі як баклава, галактобуреко тощо

## Години роботи
Таверни, як правило, відкриваються о 12:00, час вечері починається о 20:00 і досягає піку близько 22:00. З ростом туризму в Греції багато таверн намагалися залучити іноземних відвідувачів, та наймали «зазивал», які використовуються в багатьох тавернах для залучення туристів. Аналогічно, таверни в туристичних районах платять комісії екскурсоводам, які підкидають їм туристів.

## Галерея

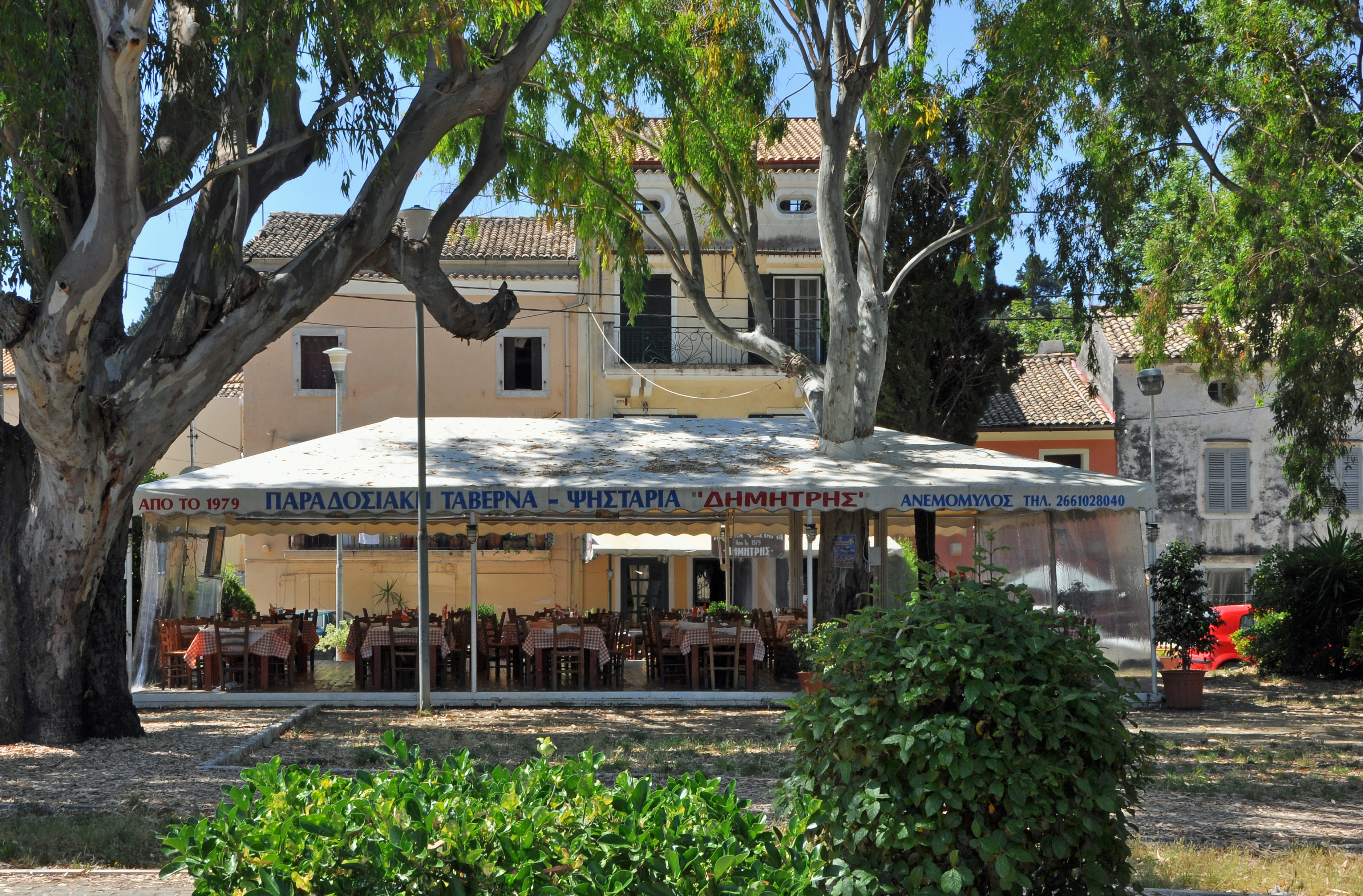
Таверна в районі Анемомілос міста Корфу.
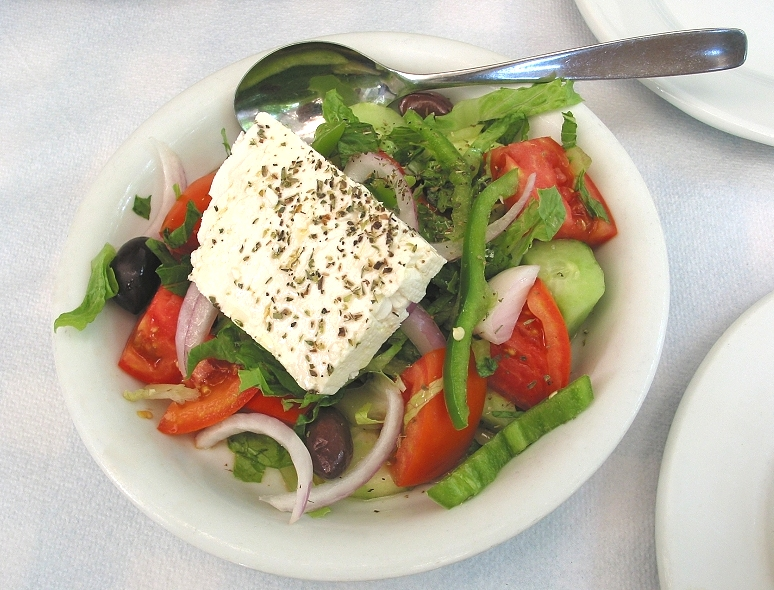
Хоріатікі, грецький салат, який звичайно подають в тавернах